# Irvan Brar
Irvan Brar (* 24. April 1995 in Surrey) ist ein kanadischer Volleyballspieler.

## Karriere
Brar wuchs als Sohn indischstämmiger Eltern in Hongkong auf, bevor die Familie nach British Columbia zog. Er kam durch seinen älteren Bruder Iman zum Volleyball. Seine eigene Karriere begann er an der Fraser Heights Secondary School in Surrey. 2013 ging er zum Studium an die University of British Columbia und spielte in der Universitätsmannschaft Thunderbirds. 2015 nahm der Außenangreifer mit der kanadischen Junioren-Nationalmannschaft an der U21-Weltmeisterschaft in Mexiko teil. Anschließend rückte er auch in den erweiterten Kreis der A-Nationalmannschaft auf. 2018 gewann er mit den Thunderbirds die nationale Meisterschaft und wurde ins All-Star-Team gewählt. Danach wechselte Brar zum deutschen Bundesligisten SWD Powervolleys Düren. Mit der Mannschaft erreichte er das Halbfinale im DVV-Pokal und das Viertelfinale in den Bundesliga-Playoffs. Danach verließ er den Verein mit unbekanntem Ziel.